# マックス・マーティン
マーティン・カール・サンドバーグ（Martin Karl Sandberg、1971年2月26日 - ）は、マックス・マーティン（Max Martin）の芸名で知られるスウェーデンの音楽プロデューサー、ソングライター。
ASCAPアワードで最優秀ソングライター、グラミー賞で年間最優秀プロデューサーを受賞している。
多くのヒット曲を輩出するヒットメーカーの一人であり、Billboard Hot 100においてプロデューサーとしては歴代1位の25作品、ソングライターとしてはポール・マッカートニーの32作品に次いで27作品が全米1位を獲得している（2024年時点）。

## 略歴
1990年代中頃にソングライターとしてブレークする。初期のヒット曲には、バックストリート・ボーイズの「アイ・ウォント・イット・ザット・ウェイ」「ラージャー・ザン・ライフ」「ショー・ミー・ザ・ミーニング・オブ・ビーング・ロンリー」「エブリバディ (バックストリート・ボーイズ)」、ブリトニー・スピアーズの「ベイビー・ワン・モア・タイム」「ウップス…! アイ・ディド・イット・アゲイン」、セリーヌ・ディオンの「ザッツ・ザ・ウェイ・イット・イズ」、ボン・ジョヴィの「イッツ・マイ・ライフ」などがある。
1990年代後半から2000年代前半にかけては、ダンス向きのピアノ/シンセラーデン・ポップサウンドにファンク、ヘビーメタル、ユーロポップなどを混合した音楽スタイルが特徴であった。しかし、ケリー・クラークソンの2004年と2005年のヒット曲「シンス・ユー・ビー・ゴーン」「ビハインド・ジーズ・ヘイゼル・アイズ」あたりから、より重いロックサウンドが増えた。2009年からR&Bジャンルへも進出し、レオナ・ルイスやリアーナ、アッシャー、T.I.などのアーティストに楽曲を提供した。
2008年からは、P!NKの「ソー・ホワット」「レイズ・ユア・グラス」、ケイティ・ペリーの「ホット&コールド」「キス・ア・ガール」「ティーンエイジ・ドリーム」「カリフォルニア・ガールズ」、ケリー・クラークソンの「ウィズアウト・ユー」、ブリトニー・スピアーズの「スリー」「ホールド・イット・アゲインスト・ミー」と10曲の1位獲得楽曲を持っている。
2010年以降も、ケイティ・ペリー、マルーン5、テイラー・スウィフト、アリアナ・グランデ、ザ・ウィークエンド、コールドプレイ、エド・シーラン、アデル、リゾ、マネスキンなど多くのアーティストのソングライター、プロデューサーとして参加し、全米1位獲得曲としては「Roar」「Dark Horse」「We Are Never Ever Getting Back Together」「Blank Space」「Shake It Off」「Bad Blood」「CAN'T STOP THE FEELING!」「Can't Feel My Face」「Blinding Lights」「My Universe」などがある。

## 全米1位を獲得した楽曲
マックス・マーティンがソングライターとして参加した楽曲のうち、Billboard Hot 100で全米1位を獲得した楽曲。共作含む。
太字はプロデューサーも兼任している楽曲。
- ブリトニー・スピアーズ -『...Baby One More Time』（1998年）
- イン・シンク -『It's Gonna Be Me』（2000年）
- ケイティ・ペリー -『I Kissed a Girl』（2008年）
- P!NK -『So What』（2008年）
- ケリー・クラークソン -『My Life Would Suck Without You』（2009年）
- ブリトニー・スピアーズ -『3』（2009年）
- ケイティ・ペリー -『California Gurls』（2010年）
- ケイティ・ペリー -『Teenage Dream』（2010年）
- ケイティ・ペリー -『Last Friday Night (T.G.I.F.)』（2010年）
- ケイティ・ペリー -『E.T.』（2010年）
- P!NK -『Raise Your Glass』（2010年）
- ブリトニー・スピアーズ -『Hold It Against Me』（2011年）
- ケイティ・ペリー -『Part of Me』（2012年）
- マルーン5 -『One More Night』（2012年）
- テイラー・スウィフト -『We Are Never Ever Getting Back Together』（2012年）
- ケイティ・ペリー -『Roar』（2013年）
- ケイティ・ペリー -『Dark Horse』（2013年）
- テイラー・スウィフト -『Blank Space』（2014年）
- テイラー・スウィフト -『Shake It Off』（2014年）
- テイラー・スウィフト -『Bad Blood』（2015年）
- ザ・ウィークエンド -『Can't Feel My Face』（2015年）
- ジャスティン・ティンバーレイク -『CAN'T STOP THE FEELING!』（2016年）
- ザ・ウィークエンド -『Blinding Lights』（2020年）
- ザ・ウィークエンド & アリアナ・グランデ -『Save Your Tears』（2021年）
- コールドプレイ & BTS - 『My Universe』（2021年）
- アリアナ・グランデ - 『Yes, And?』（2024年）
- アリアナ・グランデ - 『We Can't Be Friends (Wait for Your Love)』（2024年）